# Гасан Бркич
Гасан Бркич-Ацо (босн. Hasan Brkić-Aco; 16 липня 1913, Лівно, Австро-Угорщина — 14 червня 1965, Сараєво, Югославія) — югославський боснійський державний діяч, голова Виконавчого віча Боснії і Герцеговини (1963—1965).

## Біографія
У 1937 році закінчив юридичний факультет Белградського університету. З 1933 року член КПЮ.
У 1940 році був обраний секретарем райкому Комуністичної партії Сараєво. Учасник національно-визвольної війни, був командиром партизанського загону і політичним комісаром 27-й східнобоснійской дивізії. У 1943—1945 роках — радник Народно-визвольної армії Югославії. Член Антифашистського віче народного визволення Югославії і Земельного антифашистського віче народного визволення Боснії і Герцеговини. Обирався секретарем комітету КПЮ Східної Боснії.
У повоєнний час займав ряд відповідальних посад:
1945—1958 роки — займав міністерські пости в уряді Боснії і Герцеговини, статс-секретар міністерства народного господарства і заступник міністра закордонних справ Югославії,
1958—1961 рр. — міністр промисловості Югославії,
1961—1963 рр. — заступник голови Виконавчого віча, з 1963 року — голова Виконавчого віча Боснії і Герцеговини.